# Хромов, Василий Тихонович
Васи́лий Ти́хонович Хро́мов (1892—1920) — русский рабочий, большевик, участник Октябрьского вооружённого восстания 1917 года в Москве и Гражданской войны в России.

## Биография
Василий Хромов работал в Москве на 2-м Бронетанковом заводе. В 1917 году стал членом РСДРП(б). Во время Октябрьского вооружённого восстания участвовал в уличных боях в составе отряда Красной гвардии Благуше-Лефортовского района. Принимал участив в боях за Алексеевское военное училище и кадетские корпуса. После установления советской власти стал членом Благуше-Лефортовского райкома РКП(б) и райсовета. Погиб в 1920 году в одном из боев Гражданской войны.

## Память
12 августа 1924 года в его честь была переименована Дубасовская улица в Москве.